# コモリウタ
『コモリウタ』は、日本のデュオ・花*花が2003年2月13日にワーナーミュージック・ジャパンから発売した1枚目のミニアルバムである。

## 内容
前作『リンゴとクローバー』から約5か月での発売で、初のミニアルバム。
全曲の編曲を清水信之が手掛けており、デビュー後初めてパパダイスケが制作に参加しない作品となった。

## 収録曲
1. 童神 [4:27]
作詞：古謝美佐子
作曲：佐原一哉
編曲：清水信之
ULTRA FLOWER ORCHESTRA名義で発売された、インディーズ7枚目のシングルの表題曲。
2. 朱い馬 [4:35]
作詞・作曲：こじまいづみ
編曲：清水信之
3. 風の花 [3:31]
作詞・作曲：おのまきこ
編曲：清水信之
後にベストアルバム『2×20』にも収録された。
4. おやすみのうた [5:04]
作詞：花*花
作曲：こじまいづみ
編曲：清水信之
5. 竹田の子守唄 [3:41]
編曲：清水信之
作者不詳の京都府の民謡。

## 参加ミュージシャン
花*花
- こじまいづみ：Chorus & Piano (#3)
- おのまきこ：Vocal (#3)、

Support Musician
- 清水信之：All Other Tracks (#3)
- 弦一徹ストリングス：Strings (#11)

## タイアップ
- 今帰仁酒造『美しき古里』CMソング (#1)
- NHK総合テレビジョン金曜時代劇枠ドラマ『人情とどけます〜江戸娘飛脚〜』エンディングテーマ (#2)
- テレビ朝日系アニメ『魔法遣いに大切なこと』オープニングテーマ (#3)